# شینون
شینون (به فرانسوی: Chinon) یک کمون در فرانسه است که در Canton of Chinon واقع شده‌است.

## خصوصیات
شینون ۳۹٫۰۲ کیلومترمربع مساحت و ۷٬۹۸۶ نفر جمعیت دارد و ۳۷ متر بالاتر از سطح دریا واقع شده‌است.

## خواهرخوانده
شهرهای هوفهایم ام تانوس، تیورتون، دوون، Tenkodogo, Tiverton, Rhode Island و کرتالدو خواهرخوانده‌های شینون هستند.